# Angolaea
Angolaea  (лат.) — монотипный род двудольных растений семейства Подостемовые (Podostemaceae), включающий вид Angolaea fluitans Wedd.. Выделен британским ботаником Хью Элджерноном Уэдделлом в 1873 году.

## Распространение, описание
Единственный вид является эндемиком Анголы (отсюда и название рода). Описаны с участка на реке Кванза.
Стебель ветвящийся, плавающий, длиной до 50 см. Листья поделены на нитевидные сегменты. Цветки мелкие, двухлепестковые, собраны в соцветие-зонтик. Плод — эллипсоидная коробочка.